# Суверенна держава

Суверенні держави Європи.

Суверенна держава — держава, яка має чітко визначену територію, на якій вона здійснює внутрішній і зовнішній суверенітет, має постійне населення, уряд, не залежить від інших держав, має повноваження і здатність вступати в міжнародні відносини з іншими суверенними державами. 
Крім того, під суверенною зазвичай розуміється держава, яка не залежить від будь-якої іншої держави або об'єднання держав. Хоча в абстрактних термінах суверенна держава може існувати, не бувши визнаною іншими суверенними державами, у світі існують невизнані держави, яким часто буває важко здійснювати повний спектр повноважень щодо укладення договорів і брати участь у дипломатичних відносинах з іншими суверенними державами.

## Історія
З кінця XIX століття, практично вся земна куля була поділена на ділянки з більш-менш визначеними межами, закріпленими за різними державами. Раніше досить великі земельні ділянки були або незатребуваними або безлюдними, або населені кочовими народами, які не були організовані в державі. Проте навіть у сучасних державах існують великі пустельні райони, незаселені людьми, як, наприклад, тропічні ліси Амазонки, які незаселені або населені виключно або в основному корінним населенням (і з деякими з них досі відсутні контакти). Існують також держави, які не виконують де-факто контроль над усією своєю територією, або де цей контроль оскаржується (як у Сомалі).
У цей час міжнародне співтовариство включає в себе більше 200 суверенних держав, більшість з яких представлені в Організації Об'єднаних Націй. Ці держави існують в системі міжнародних відносин, де кожна держава бере до уваги політику інших держав, роблячи свої власні розрахунки. З цієї точки зору, країни інтегровані в міжнародну систему особливої внутрішньої і зовнішньої безпеки і легітимації дилеми. Останнім часом поняття міжнародного співтовариства сформоване на позначення групи держав, які встановили правила, процедури та інститути для здійснення взаємовідносин. Таким чином, закладено фундамент для міжнародного права, дипломатії між офіційно визнаними суверенними державами, їхніми організаціями та формальними режимами.

## Визначення
Суверенітет — термін, який часто трактують неправильно. До XIX століття расові концепції «стандарту цивілізації» визначали деякі народи у світі, яким не вистачало організованої спільноти, як «нецивілізовані». Ця позиція знайшла своє відображення в тому, що їх «суверенітет» або повністю відсутній, або принаймні поступається за характером, концепцією у порівнянні з «цивілізованими» народами.
Суверенітет набув також іншого змісту із розвитком принципу самовизначення і заборони на загрозу силою або її застосування як Jus cogens норм сучасного міжнародного права. Статут ООН, Декларація про права та обов'язки держав, а також статути регіональних міжнародних організацій закріплюють у тій чи іншій формі думку про те, що всі держави юридично рівні і мають ті самі права і обов'язки, засновані на самому факті їхнього існування як інститутів відповідно до міжнародного права. У міжнародному праві також широко визнається право націй визначати свій політичний статус і здійснювати постійний суверенітет у межах своєї територіальної юрисдикції.
У повсякденному сучасному вжитку, терміни «країна», «нація», і «держава» часто використовуються так, неначе вони синоніми, але при суворішому їх розгляді їх слід розрізняти:
- Нація — етнічна спільнота (етнос) з єдиною мовою і самосвідомістю (як особистим відчуттям «національної ідентичності» так і колективним усвідомленням своєї єдності і відмінності від інших). У цьому значенні фактично може вживатись як синонім терміна народ.

- Держава ж звертається до всього наявного комплексу керуючих і допоміжних інститутів, які мають суверенітет над певною територією і її населенням.

## Визнання суверенності держави
Визнання правового статусу держави означає рішення однієї суверенної держави здійснювати відносини із іншою державою, вважаючи її також суверенною. Визнання може бути або явно вираженим, або припущеним, воно, як правило, зворотне за своїми наслідками. Визнання також не обов'язково означає прагнення до встановлення або підтримання дипломатичних відносин.
Не існує конкретного визначення, що є обов'язковим для всіх членів світової спільноти за критеріями державності. На практиці, критерії в основному політичні, а не правові. Е. С. Грін визначає нестворення повноцінної Польської і Чеської держав після Першої світової війни, пояснюючи це тим, що «визнання державності є питання, що лишається на розсуд іншим державам, воно відкрите для будь-якої існуючої держави, чи прийняти її як державу до будь-якої організації (до якої держава прагне вступити), незалежно від існування території або встановленого уряду». У міжнародному праві, однак, існують кілька теорій про те, коли держава повинна бути визнаною як суверенна.

### Станиде-фактоіде-юре
Більшість суверенних держав являють собою держави де-юре і де-факто (тобто вони існують, як в законодавстві, так і в реальності). Проте деякі держави існують тільки де-юре як держави, вони визнані суверенними і мають законний уряд, однак не мають фактичного контролю над територією. Багато континентальних європейських держав підтримували уряд у вигнанні під час Другої світової війни, екзильні уряди, як і раніше, брали участь в дипломатичних відносинах із союзниками, попри те, що їх країна перебувала під нацистською окупацією.
Наприклад, Суверенний військовий Мальтійський орден, який є спостерігачем Генеральної Асамблеї ООН, має двосторонні дипломатичні відносини з 104 державами, в той час, не маючи власної території з 1798 року і володіючи тільки екстериторіальними областями, тобто посольствами і консульствами.
Інші держави можуть мати суверенітет над територією, але не мати міжнародного визнання, вони держави тільки де-факто.